# 童鉞
童鉞（1463年—？），字秉虔，陝西西安府長安縣人，軍籍，明朝政治人物。

## 生平
弘治二年（1489年）己酉科陝西鄉試第一名舉人。弘治十五年（1502年）中式壬戌科會試第五十七名，三甲第十七名進士。任宝坻县知县。

## 家族
曾祖童喜賢；祖父童斌；父童俊，母馬氏。具庆下。兄祥、英、榮。弟童釗。

## 相關題目
- 明朝解元列表